# Бурбриак
Бурбриа́к (фр. Bourbriac, брет. Boulvriag, галло Bólbriac) — коммуна во Франции, находится в регионе Бретань. Департамент — Кот-д’Армор. Входит в состав кантона Каллак. Округ коммуны — Генган.
Код INSEE коммуны — 22013.

## География
Коммуна расположена приблизительно в 410 км к западу от Парижа, в 120 км западнее Ренна, в 32 км к западу от Сен-Бриё.

## Население
Население коммуны на 2016 год составляло 2 335 человек.
| 1962 | 1968 | 1975 | 1982 | 1990 | 1999 | 2008 | 2016 |
| ---- | ---- | ---- | ---- | ---- | ---- | ---- | ---- |
| 2837 | 2663 | 2458 | 2294 | 2293 | 2299 | 2346 | 2335 |

## Климат
| Показатель                                               | Янв. | Фев. | Март | Апр. | Май  | Июнь | Июль | Авг. | Сен. | Окт. | Нояб. | Дек. | Год   |
| -------------------------------------------------------- | ---- | ---- | ---- | ---- | ---- | ---- | ---- | ---- | ---- | ---- | ----- | ---- | ----- |
| Средний суточный максимум, °C                            | 7,9  | 8,5  | 13   | 14,8 | 16,5 | 22,4 | 22,5 | 24,8 | 21   | 21   | 21    | 21   | 17,9  |
| Средняя температура, °C                                  | 5,3  | 5,5  | 9,2  | 10,3 | 12,4 | 17,4 | 18,1 | 19,9 | 16   | 10,7 | 10    | 6,8  | 11,8  |
| Средний суточный минимум, °C                             | 2,6  | 2,6  | 5,3  | 5,9  | 8,3  | 12,5 | 13,6 | 15   | 11,1 | 7,5  | 7,2   | 4,2  | 8     |
| Норма осадков, мм                                        | 77,4 | 46,2 | 27,8 | 11,6 | 60,6 | 16   | 37   | 12,8 | 35,2 | 90,2 | 129   | 70,6 | 614,4 |
| Источник: Données climatologiques de 2003 à Saint-Brieuc |      |      |      |      |      |      |      |      |      |      |       |      |       |

## Администрация
| Период | Период | Фамилия           | Партия                  | Примечания       |
| ------ | ------ | ----------------- | ----------------------- | ---------------- |
| 1947   | 1953   | Ив Дерьен         |                         |                  |
| 1953   | 1983   | Жан-Мишель Мартен |                         |                  |
| 1983   | 1989   | Луи Бурже         |                         |                  |
| 1989   | 1995   | Роже Ле Бер       |                         |                  |
| 1995   | 2014   | Янник Ботрель     | Социалистическая партия | сенатор (с 2008) |
| 2014   |        | Ги Кадоре         | Социалистическая партия | предприниматель  |

## Экономика
В 2007 году среди 1372 человек в трудоспособном возрасте (15—64 лет) 1007 были экономически активными, 365 — неактивными (показатель активности — 73,4 %, в 1999 году было 68,7 %). Из 1007 активных работали 936 человек (518 мужчин и 418 женщин), безработных было 71 (25 мужчин и 46 женщин). Среди 365 неактивных 92 человека были учениками или студентами, 149 — пенсионерами, 124 были неактивными по другим причинам.

## Достопримечательности
- Церковь Сен-Бриак (XII век). Исторический памятник с 1907 года[3]
- Часовня Сент-Эрве в деревне Сент-Уарно (XVI век). Исторический памятник с 1964 года[4]
- Часовня Нотр-Дам в деревне Дарнуэ (XIV век). Исторический памятник с 1964 года[5]
- Дольмен Кериволь, или Керивоа (эпоха неолита). Исторический памятник с 1914 года[6]
- Дольмен у курганов Дануэду, или Тануэду (эпоха неолита). Исторический памятник с 1889 года[7]
- Усадьба Лезар (XVII век). Исторический памятник с 1926 года[8]
- Гранитный придорожный крест. Исторический памятник с 1964 года[9]
- Придорожное распятие Сент-Уарно (XVI век). Исторический памятник с 1964 года[10]

## Фотогалерея

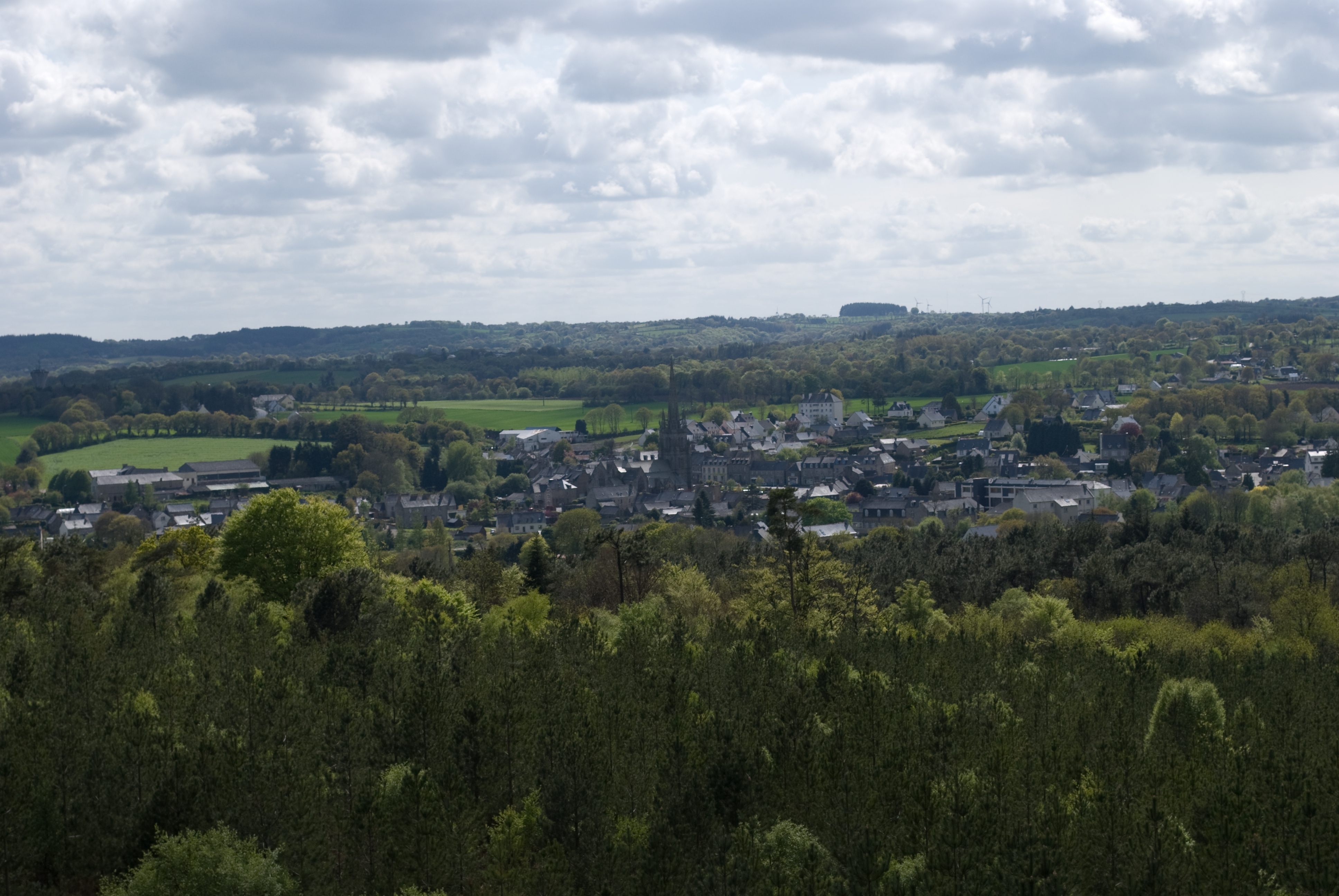
Бурбриак
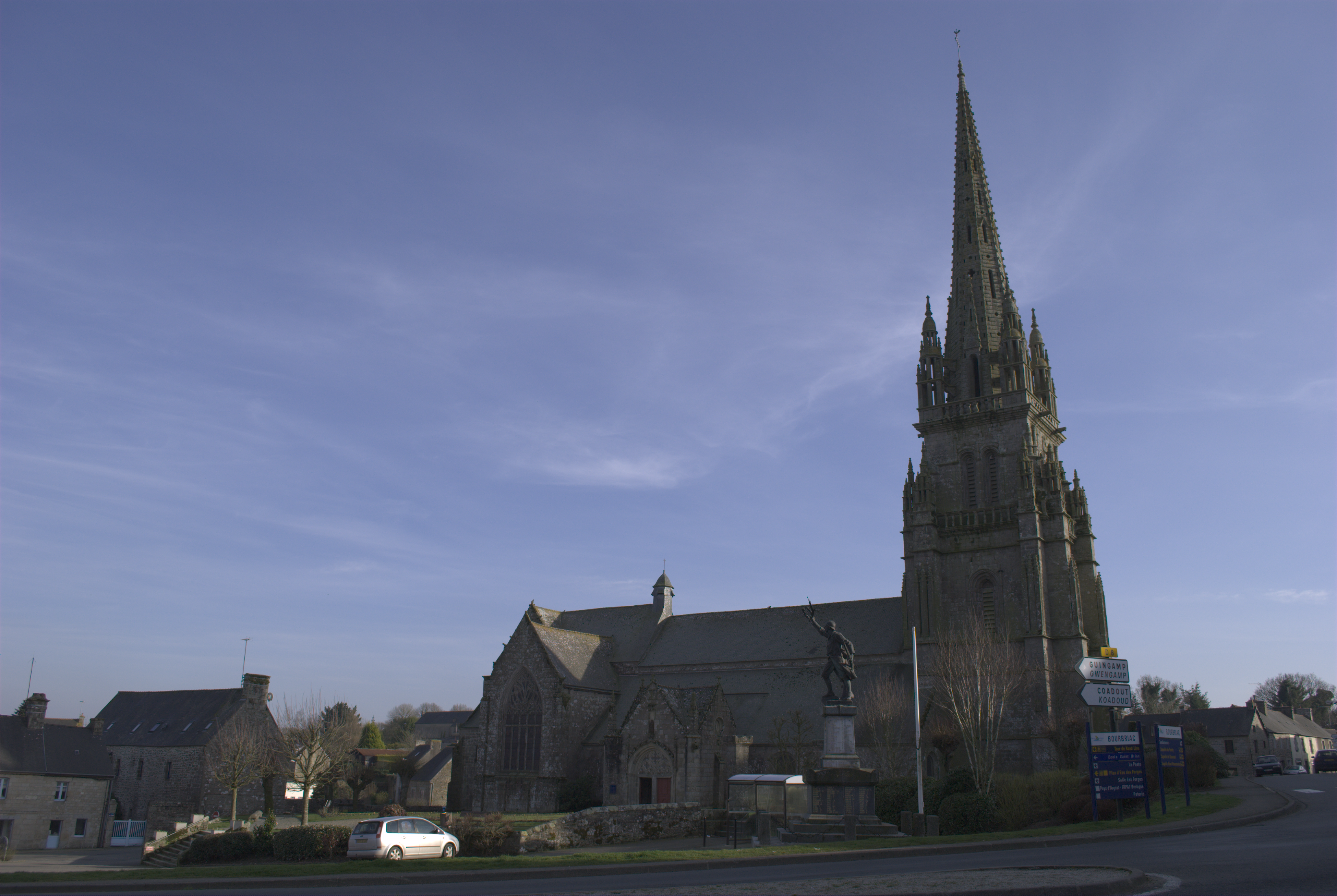
Церковь Сен-Бриак
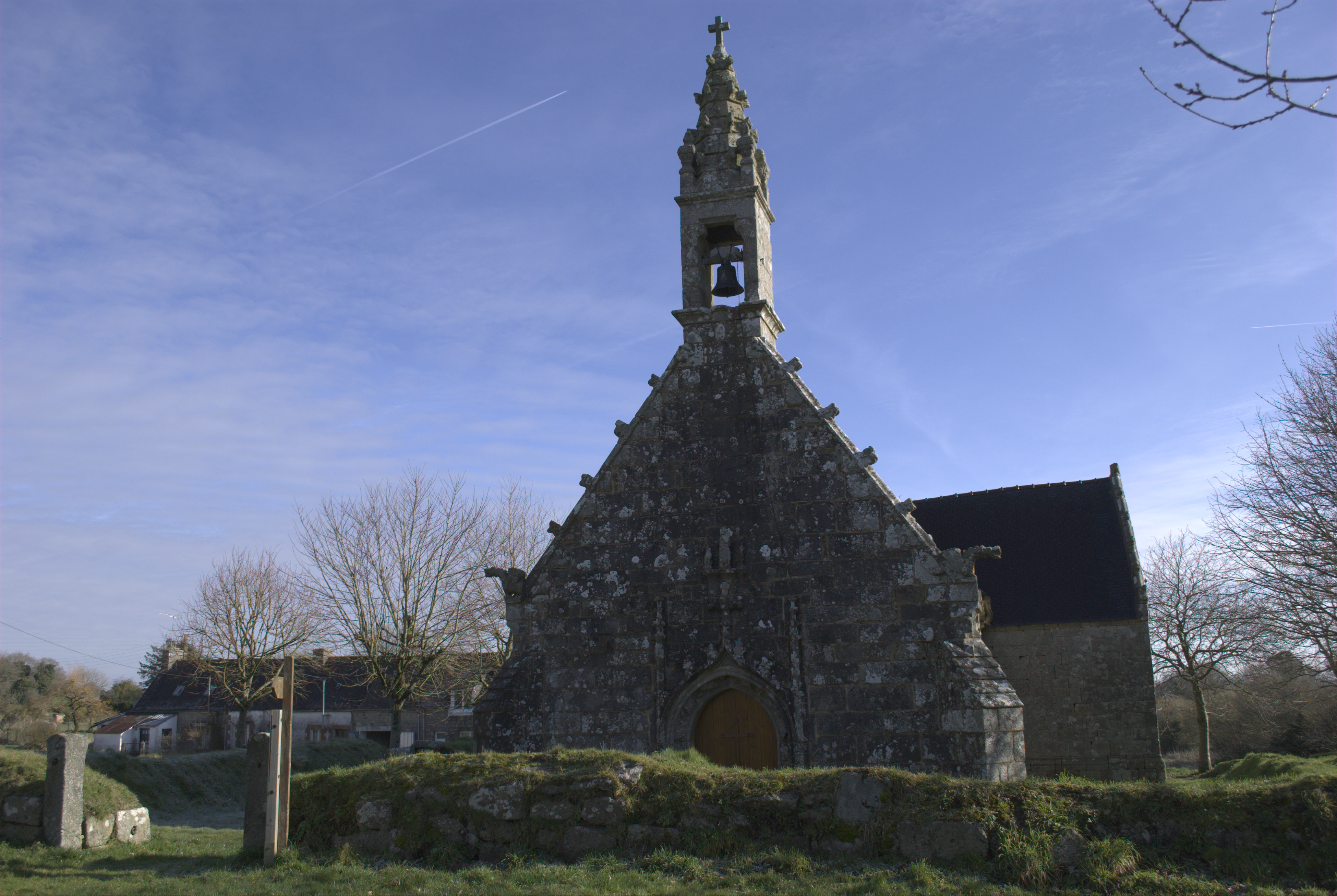
Часовня Сент-Эрве
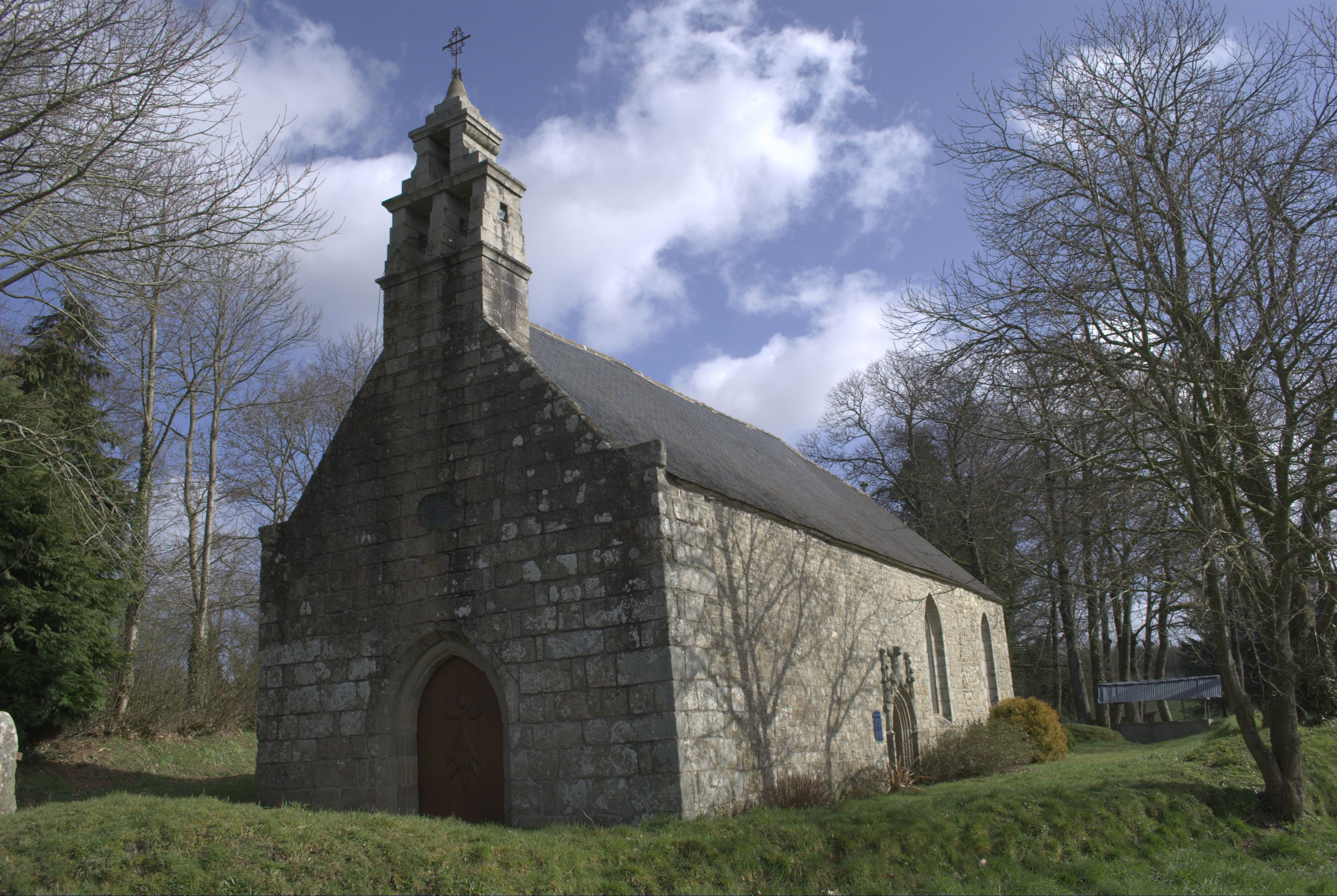
Часовня Нотр-Дам
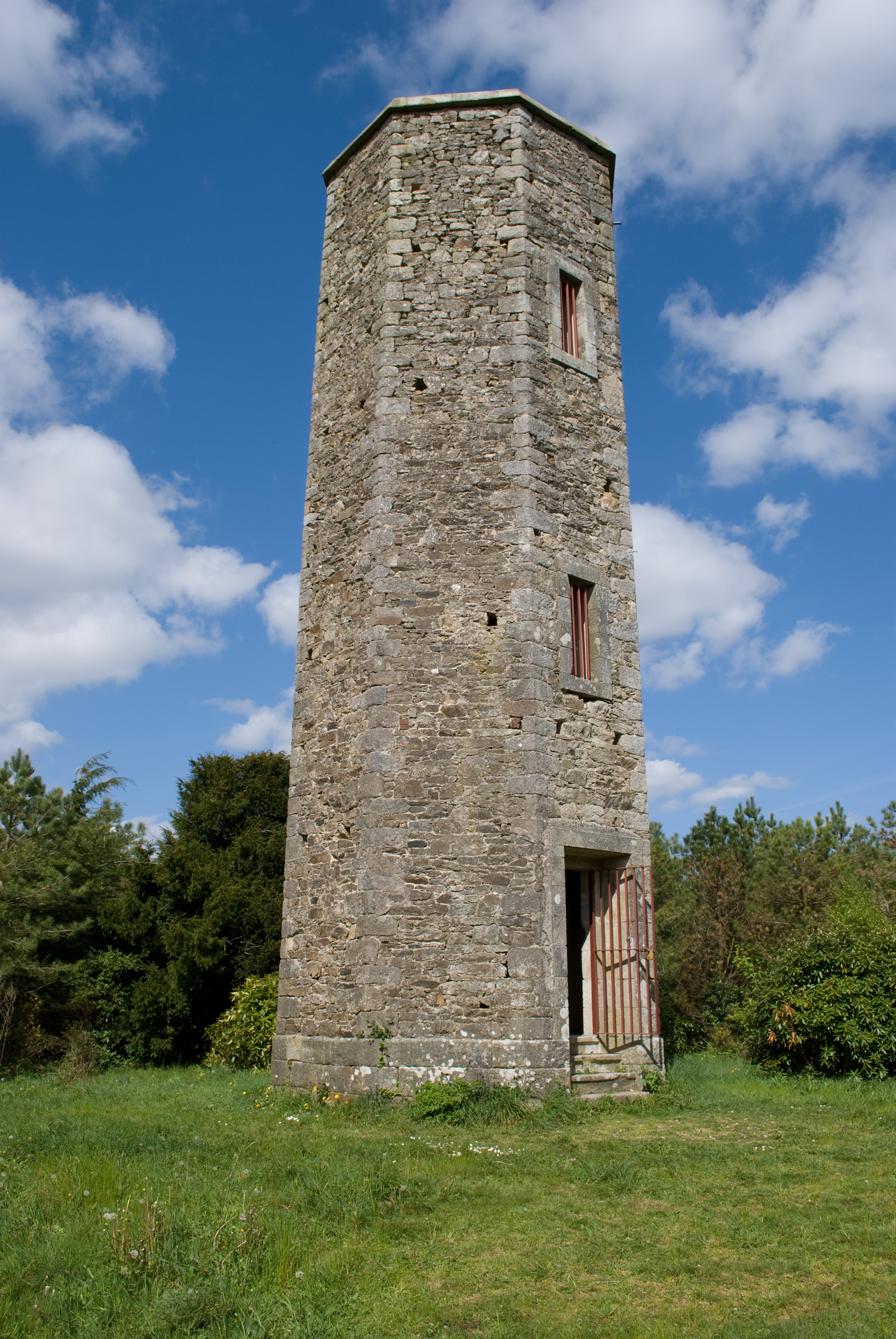
Башня
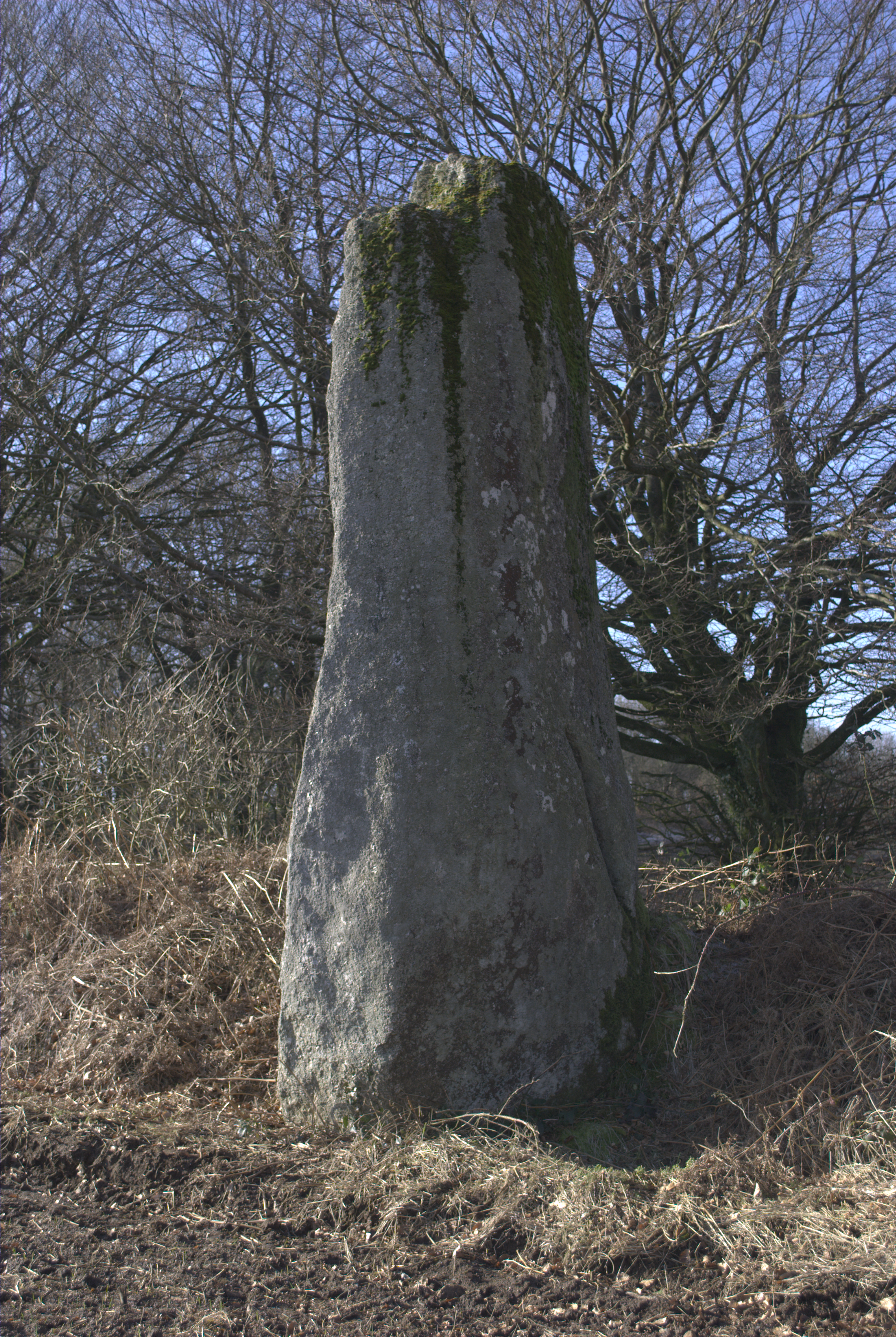
Дольмен Кериволь